# Ishim
Ishim (tiếng Nga: Ишим) là một thành phố Nga. Thành phố này thuộc chủ thể Tyumen Oblast. Thành phố có dân số 67.757 người (theo điều tra dân số năm 2002). Đây là thành phố lớn thứ 230 của Nga theo dân số năm 2002. Dân số qua các thời kỳ: